# Pär Bengtsson
Pär Bengtsson, född 21 juli 1922 i Halmstad, död 23 oktober 2007, var en svensk fotbollsspelare (center) från Halmstad.
Efter OS 1948 blev Bengtsson proffs i italienska Torino tillsammans med Åke Hjalmarsson. Han spelade i Torino fram till 1951 och hann med 29 matcher och tio mål. Efter Italien flyttade han till Nice i Frankrike, där han spelade två säsonger. Laget vann ligan två år i rad. Bengtsson hann också spela i både Stade Rennais FC (1953-1955) och Toulouse FC innan den internationella karriären tog slut. 